# Versión (ejercicio)
La versión es un ejercicio de traducción que consiste en traducir en la lengua materna del traductor un texto escrito en una lengua extranjera. La versión es uno de los principales ejercicios escritos empleados en el aprendizaje de las lenguas extranjeras, tanto en las lenguas vivas como en las lenguas antiguas. El ejercicio en sentido inverso es llamado tema.

## Objetivos del ejercicio
Las condiciones necesarias para el éxito de una versión son en gran parte las mismas que las necesarias en la realización de una buena traducción de manera general. El traductor debe controlar bien a la vez la lengua que traduce y su propia lengua, con el fin de poder comprender el texto y reproducir precisamente el sentido en su lengua materna. La buena comprensión del sentido del texto no reside sólo sobre el conocimiento « técnico » de la lengua de partida (gramática, vocabulario, falsos-amigos, expresiones idiotas...) : reclama también conocer bien la cultura a la cual pertenece el texto a traducir, con el fin de reconocer las alusiones a elementos de civilización particular, como las alusiones a acontecimientos históricos o a realidades cotidianas. El ejercicio de la versión verifica pues a la vez el conocimiento técnico de una lengua extranjera, el manejo escrito de la lengua materna, y la cultura general necesaria para la comprensión del texto.
Hacer versiones permite pues de mejorar el conocimiento de una lengua extranjera, aprendiendo a comprender el sentido de un texto cada vez más largo, pero también de mejorar su expresión escrita en su propia lengua, ya que se tiene que ser capaz de traducir precisamente el texto de partida sin por tanto « coincidir » con las construcciones gramaticales de la lengua de origen (por ejemplo, el inglés, el latín y el griego antiguo hacen un uso abundante de los participios, que son claramente menos frecuentes en francés), y saber adaptar su estilo al texto de origen, en particular para todo lo que implica los niveles de lenguaje (sustenido, familiar incluso vulgar, o al contrario precioso o envejecido).

## La versión en el sistema francés
En Francia, numerosos exámenes y concursos comportan versiones (en lenguas vivas y/o antiguas) entre sus pruebas escritas. En el sistema francés, el escala de la versión (sea cual sea la lengua) comporta tres tipos de fallos principales, por gravedad creciente : el falso sentido, el contrasentido y el no-sentido. En los demás países, los ejercicios equivalentes utilizan categorías de errores diferentes, bastante variables de un país al otro.
- El falso sentido es un error de traducción de una palabra o de un miembro de frase que no se aparta mucho de su sentido correcto.
- El contrasentido se produce cuando la traducción de una palabra o de un miembro de frase dice verdaderamente lo contrario de lo que sería el sentido exacto.
- Finalmente, se habla de no-sentido cuando el resultado de la traducción es absurdo o incoherente en la lengua de partida, es decir que el texto sería completamente incomprensible si se lee solo (sin remitirse al texto en la lengua de partida).

Hay igualmente otros errores menos graves :
- Los « mal dicho », « muy mal dicho » y asimilados señalan una torpeza o elogio en la traducción.
- Una mala ortografía es sancionada.

- Datos: Q3556172